# Gudrun Wegner
Gudrun Wegner (Görlitz, 28 febbraio 1955 – Dresda, 16 gennaio 2005) è stata una nuotatrice tedesca.
Gareggiando con i colori della Germania Est, partecipò alle Olimpiadi di Monaco di Baviera 1972 dove vinse la medaglia di bronzo sui 400 m stile libero e giunse quinta negli 800 m, mentre non riuscì a qualificarsi per la finale dei 200 m stile libero.
L'anno seguente fu campionessa mondiale dei 400 m misti a Belgrado stabilendo il primato mondiale della specialità. Fu inoltre terza nella gara degli 800 m stile libero.
Nel 1974 conquistò una medaglia d'argento e una di bronzo ai campionati europei,  rispettivamente nei 400 m misti e negli 800 m stile libero.